# Euphorbia pseudoracemosa
Euphorbia pseudoracemosa är en törelväxtart som först beskrevs av Peter René Oscar Bally, och fick sitt nu gällande namn av Peter Vincent Bruyns. Euphorbia pseudoracemosa ingår i släktet törlar, och familjen törelväxter.

## Underarter
Arten delas in i följande underarter:
- E. p. lorifolia
- E. p. pseudoracemosa